# William Annesley (1er vicomte Glerawly)
William Annesley, 1er vicomte Glerawly (1710 - 2 septembre 1770) est un homme politique et noble irlandais.

## Biographie
Lord Glerawly est le sixième fils de Francis Annesley et Elizabeth Martin. Par son père, Lord Glerawly est le petit-fils de Francis Annesley (1er vicomte Valentia) (en) et donc ses descendants sont dans la ligne de succession au titre de vicomte Valentia.
Annesley siège en tant que député à la Chambre des communes irlandaise pour Midleton entre 1741 et 1758. Il sert comme haut shérif de Down en 1750. En 1758, il est élevé à la pairie d'Irlande sous le titre de baron Annesley et prend son siège à la Chambre des lords irlandaise. Il est créé vicomte Glerawly en 1766.

## Famille
Le 16 août 1738, Lord Glerawly épouse Anne Beresford, fille de Marcus Beresford (1er comte de Tyrone) et a cinq enfants avec elle :
- Francis Annesley, 1er comte Annesley (1740 - 1802)
- Marcus Annesley, major (1743 – 1780)
- William Annesley, doyen de Down (1747 - 1817)
- Catherine Annesley (1739 – 1770)
- Richard Annesley (2e comte Annesley) (1745 - 1824)